# Приветствие тремя перстами
Приветствие тремя перстами (серб. Поздрав са три прста), также сербское троеперстие, четницкое троеперстие — сербское национальное приветствие одной рукой с открытыми большим, указательным и средним пальцами. Чаще всего демонстрируется правой рукой.

## Значение
Существует несколько версий значения жеста. Согласно основной, жест символизирует православие, Святую Троицу. Согласно другой популярной версии, один палец символизирует Святого Саву Сербского, второй — Петра Петровича Негоша, и третий — Карагеоргия.
Некоторые сторонники создания «Великой Сербии» трактуют жест так, что один перст означает Сербию, другой — Черногорию, третий — Республику Сербскую и Сербскую Краину (как одно целое).

## Использование
Впервые приветствие использовал Милош Обренович во время Второго Сербского восстания в 1815 году.
В 90-е годы XX века приветствие было популяризовано Вуком Драшковичем, лидером Сербского движения обновления, а также Йованом Рашковичем, председателем Сербской Демократической Партии в Сербской Краине. Позднее оно получило широкое распространение и стало идентифицироваться со всеми сербами, общесербским. Во время войны в Хорватии и Боснии использовалось сербскими воинами.
В настоящее время широко используется сербами как выражение национальной гордости. Распространено в среде сербских националистов, неочетников, а также спортсменов и политиков.

## Контрверсии
Известно, что во время Второй мировой войны подобное приветствие использовалось немецкими нацистами и хорватскими усташами, однако, кроме внешнего сходства, ничего общего с ними сербское приветствие не имеет.
В некоторых странах бывшей Югославии — особенно в Хорватии и Боснии и Герцеговине — сербское «троеперстное приветствие» воспринимается как провокационное и оскорбительное. Это связано с тем, что во время югославских войн его часто употребляли сербские военнослужащие и члены паравоенных формирований.